# Vibjörn Karlén
Vibjörn (Wibjörn) Karlén, född 26 augusti 1937, död 22 oktober 2021 i Uppsala, var en svensk paleoklimatolog och naturgeograf.
Vibjörn Karlén var son till jägmästaren och prästen Arild Karlén, som var kyrkoherde i Grytnäs, och Iris, född Svensonne. Han disputerade 1976 vid Stockholms universitet med avhandlingen Holocene climatic fluctuations indicated by glacier and tree-limit variations in northern Sweden.
Vibjörn Karlén var professor i naturgeografi vid Stockholms universitet. Han var föreståndare för Tarfala forskningsstation 1985–1995. Han var ledamot i Kungliga Vetenskapsakademien och engagerade sig också i debatten om klimatförändring där han tvivlade på att jordens temperatur höjs och ansåg att "Koldioxidutsläppen har varit en välsignelse för mänskligheten.". Karlén undertecknade 2008 tillsammans med 15 andra professorer och fyra docenter ett upprop från den klimatskeptiska organisationen Stockholmsinitiativet där man framhöll att "Vetenskapen är inte enig om klimatlarmen".